# Robert Pound
Robert Pound (16. května 1919 Ridgeway, Ontario – 12. dubna 2010 Belmont, Massachusetts) byl americký fyzik, který pomohl odhalit nukleární magnetickou rezonanci a který je spoluauoterm slavného Poundova-Rebkova experimentu, který podpořil správnost obecné teorie relativity. Stal se profesorem na Harvardově univerzitě, aniž by kdy získal absolventský titul.
Objev nuklární magnetické rezonance byl oceněn Nobelovou cenou pro rok 1952, ale kvůli omezení počtu laureátů ji získali pouze Felix Bloch a Edward Mills Purcell. Nicméně Robert Pound byl jedním ze dvou Purcellových spolupracovníků, které Purcell ve svém projevu při příležitosti předání Nobelovy ceny výslovně uvedl. V roce 1990 získal Národní vyznamenání za vědu pro svůj celoživotní přínos fyzice. Po odchodu do penze zůstal na Harvardově univerzitě emeritním profesorem.
Jmenuje se po něm také Poundova–Dreverova–Hallova technika, užívaná pro zamknutí frekvence laseru na stabilní optické dutině.